# Tan Çağlar

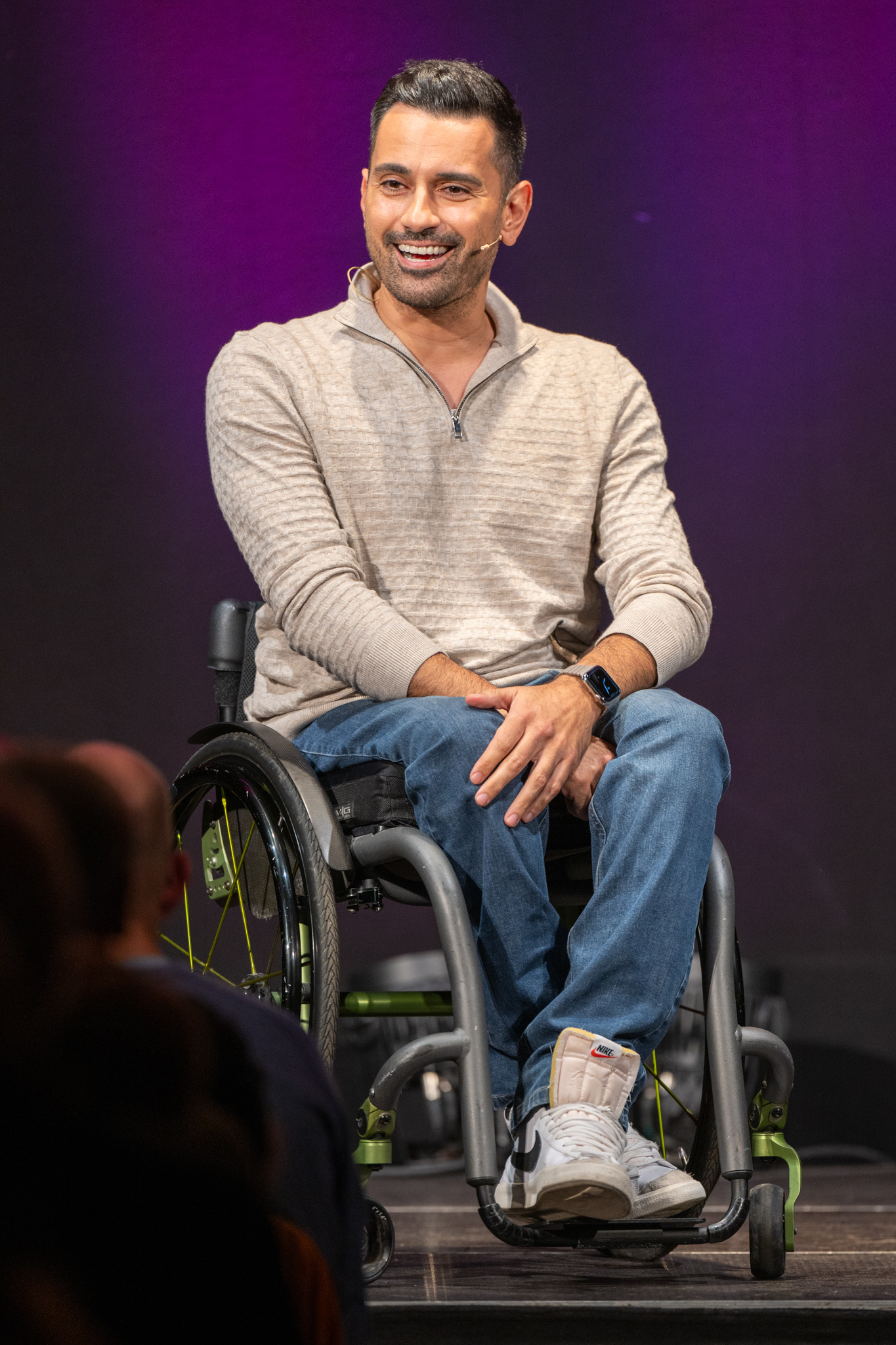
Tan Çağlar (2023)

Tan Çağlar (* 12. Juli 1980 in Hildesheim) ist ein deutsch-türkischer Comedian, Schauspieler, Moderator und Model.

## Leben
Tan Çağlars Eltern kamen in den 1970er-Jahren als Gastarbeiter aus der Türkei nach Deutschland. Er wurde mit einem „offenen Rücken“ (Spina bifida) geboren, war dadurch aber zunächst nicht stark beeinträchtigt. Er arbeitete als kaufmännischer Angestellter bei einer Werbeagentur.

### Sportler
Bereits in Kindertagen entwickelte Çağlar eine Leidenschaft für Basketball. Mit 21 Jahren spielte er in der Oberliga bei Eintracht Hildesheim. Mit 25 Jahren kam der Übergang in den Rollstuhl, woraufhin er mit Depressionen zu kämpfen hatte und sich für zwei Jahre ins Privatleben zurückzog.
2009 fand er als Rollstuhlbasketballer den Weg zurück zum Sport. Dort stieg er rasch zum Profi auf: Seinen ersten Profivertrag erfüllte er sechs Jahre lang bei Hannover United; zeitweise in der Bundesliga. 2014 wechselte er zu den Baskets 96 Rahden. Außerdem gehörte Tan Çağlar zum erweiterten Kader der deutschen Nationalmannschaft.

### Medienaktivität
Seit 2012 war Çağlar als Coach im Bereich Inklusion und Integration für Firmen, Verbände und Schulen tätig. Neben einigen Engagements vor der Kamera arbeitete er auch als Model. Unter anderem war er 2016 als erstes Model im Rollstuhl bei der Berliner Fashion Week dabei.
Im Zuge seiner Seminare und Vorträge entdeckte er sein komödiantisches Talent, welches ihn schließlich zur Stand-up-Comedy führte. 2017 startete er mit seinem ersten Comedy-Programm „Rollt bei mir“. Anfang 2020 folgte „Geht nicht? Gibt’s nicht“.
Im Fernsehen war er unter anderem zu Gast bei der NDR Talkshow, bei Markus Lanz (ZDF), bei Spätschicht – Die Comedy Bühne (SWR), bei Nuhr im Ersten (ARD) und bei der Bülent Ceylan Show (RTL). Er war 2018 Finalist beim Prix Pantheon (WDR) und wurde im selben Jahr mit dem Publikumspreis des renommierten Kabarettwettbewerb Stuttgarter Besen ausgezeichnet.
Anfang 2021 begann Çağlar mit den Dreharbeiten für die ARD-Serie In aller Freundschaft. Dort spielt er seitdem einen Chirurgen und agiert als erster Schauspieler im Rollstuhl als Arzt in einer deutschen Serienproduktion. Im Februar 2021 drehte Çağlar erstmals an der Seite des Berliner Tatort-Ermittlerteams Rubin und Karow (gespielt von Meret Becker und Mark Waschke) für die Episode Tatort: Die Kalten und die Toten und verkörperte seither in mehreren Tatort-Folgen den Kriminalassistenten Malik Aslan.
Auf der Plattform FYEO ist Çağlar als Host in seinem eigenen Podcast Cruisen zu hören, in dem er beim Autofahren seine Talkgäste auf dem Beifahrersitz interviewt. Çağlar ist seit Mai 2023 gemeinsam mit Mathias Mester und Gina Rühl Host des ARD-Magazins Selbstbestimmt, das Menschen mit und ohne Behinderung und ihr Engagement für selbstbestimmte Teilhabe portraitiert.

## Veröffentlichungen (Auswahl)
- Rollt bei mir! Autobiografie. Ullstein-Verlag, Berlin 2019, ISBN 978-3-54806066-8.[8]

## Filmografie (Auswahl)
- seit 2021: In aller Freundschaft (Fernsehserie)
- 2021: Tatort: Die Kalten und die Toten
- 2021: KBV – Keine besonderen Vorkommnisse
- 2022: Tatort: Das Mädchen, das allein nach Haus’ geht (Fernsehreihe)
- 2023: Tatort: Nichts als die Wahrheit
- 2023: In aller Freundschaft – Die jungen Ärzte (Fernsehserie, Folge Alles aus)
- 2024: Tatort: Am Tag der wandernden Seelen
- 2025: Tatort: Vier Leben
- 2025: Tierärztin Dr. Mertens (Fernsehserie, Folge Ein großes Versprechen)